# Triborough Bridge and Tunnel Authority
De Triborough Bridge and Tunnel Authority, ook wel MTA Bridges and Tunnels is een onderdeel van de Metropolitan Transportation Authority van New York. De Triborough Bridge and Tunnel Authority is verantwoordelijk voor het beheer en onderhoud van zeven tolbruggen en twee toltunnels.

## Bruggen
- Robert F. Kennedy (Triborough) Bridge, tussen Manhattan, the Bronx en Queens
- Bronx-Whitestone Bridge (the Bronx en Queens)
- Verrazano-Narrows Bridge (Brooklyn en Staten Island)
- Throgs Neck Bridge (the Bronx en Queens)
- Henry Hudson Bridge (Manhattan en the Bronx)
- Marine Parkway-Gil Hodges Memorial Bridge (Brooklyn en Queens—Rockaway Peninsula)
- Cross Bay Veterans Memorial Bridge (Queens—Broad Channel en de Rockaway Peninsula)

## Tunnels
- Brooklyn-Battery Tunnel (Brooklyn en Manhattan)
- Queens Midtown Tunnel (Queens en Manhattan)